# Augustinum Berchtesgadener Land

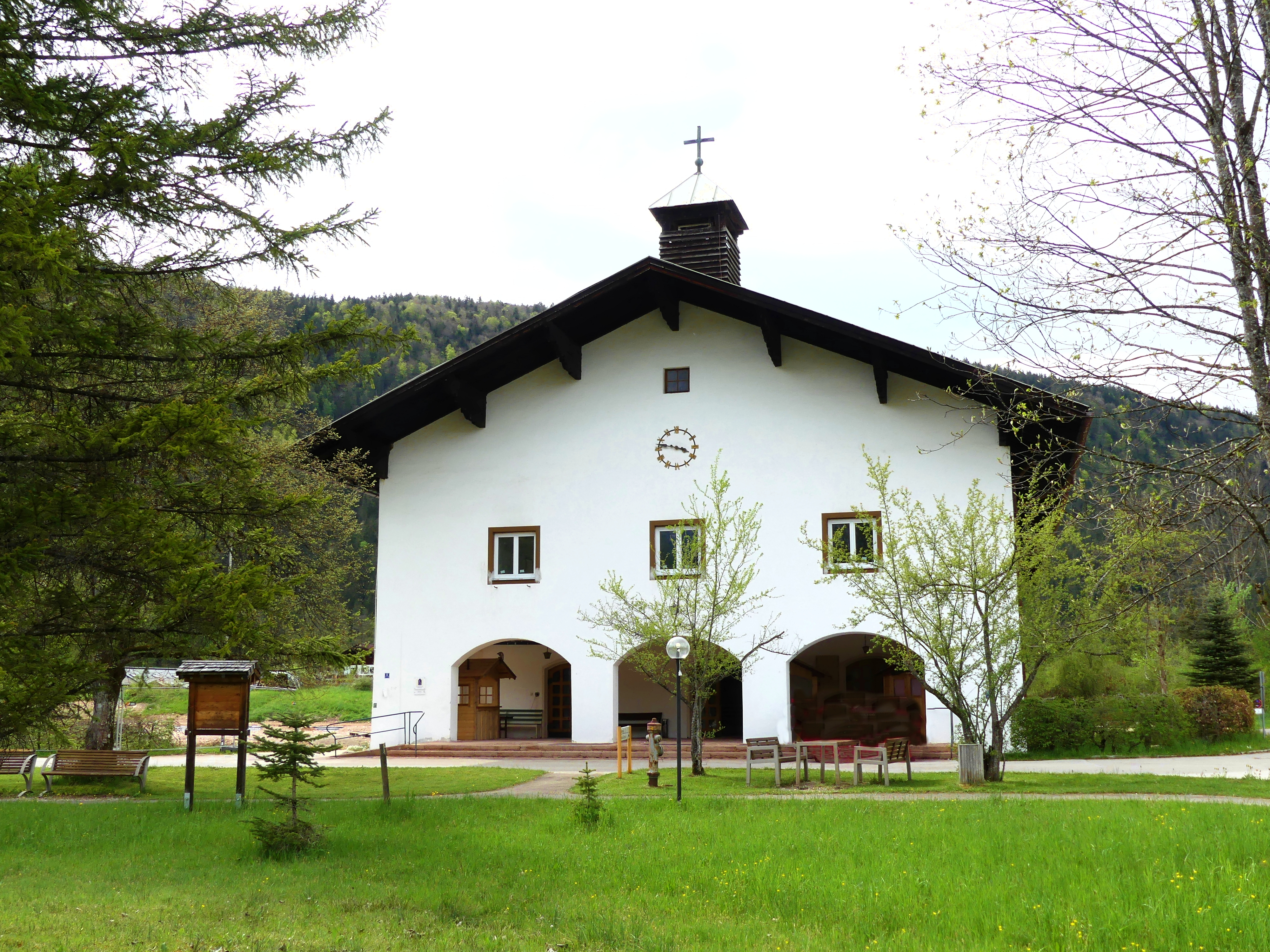
Kirche am Campus Bischofswiesen, vormals Turnhalle der BDM-Schule

Die Augustinum Berchtesgadener Land gemeinnützige GmbH ist eine diakonische Organisation und Tochter des Augustinums. Sie ist Rechtsnachfolgerin des Diakoniewerks Hohenbrunn und betreibt dessen Einrichtungen in der Strub, Gemeinde Bischofswiesen (vormals Lebenswelt Insula) als Campus Bischofswiesen weiter. 

## Geschichte

### Planungsphase
Einige protestantische Frauen, die als Flüchtlinge aus dem ehemaligen Reichsgebiet östlich der Oder-Neiße-Grenze in die Diaspora des katholisch geprägten Altbayern kamen, planten kurz nach Ende des Zweiten Weltkrieges ein Mutterhaus zu gründen, das sich bewusst von Bezeichnung und Konzept eines traditionellen „Diakonissenhauses“ abheben und in der Umgebung von München angesiedelt sein sollte. Hans Meiser, der Landesbischof der Evangelisch-Lutherischen Kirche in Bayern, und der Dekan Friedrich Langenfaß unterstützten den Plan. Sie gewannen im Juli 1945 die bisher in der Diakonissenanstalt Neudettelsau tätige Oberin Schwester Klothilde Reutzel für die Übernahme der Leitung. Bei einem Gespräch am 26. November 1945 zwischen Meiser und Friedrich Hofmann (Pfarrer der Münchner Christuskirche und nach dessen Gründung erster Rektor des Mutterhauses) wurde der Name „Mutterhaus für kirchliche Diakonie“ vom Bischof offiziell unter der Bedingung bestätigt, Zitat: es solle kein „Nachbild von Neudettelsau“ werden. Hofmann pflichtete ihm bei und notierte zu dieser Unterredung in sein Tagebuch, dass er im Vorhaben das Ziel sah, Zitat: „einen Typ der weiblichen Diakonie zu entwickeln, der der Jugend leichter einen Zugang in den kirchlichen Dienst vermittle, als es die Mutterhäuser alten Stils täten“.

### Gründung, erste Arbeitsfelder und Standorte
Die Gründung wurde mit der primären Sendefeier am 25. März 1946 vollzogen. Zu Beginn hatte die Innere Mission München nach heutiger Begrifflichkeit, die Trägerschaft inne. In dieser Konstellation war das Mutterhaus zunächst ein eingetragener Verein. Ab 1. April 1946 fand das Mutterhaus erst in einem Hinterhaus des teilzerstörten Stöckerhauses (Landwehrstraße 81) seine erste Heimstätte, später zog es in die Münchner Magdalenenstraße, um zuletzt ein eigenes Haus im Hohenbrunner Ortsteil Riemerling bei München zu beziehen.
Die Schwestern leisteten anfänglich ihren Dienst für die Münchner Evangelische Bahnhofsmission und in der Jugendarbeit im kriegszerstörten München, einschließlich des Landkreises. Hinzu kam der Einsatz im Flüchtlingslager München-Laim, im Krankenhaus und dazugehörigen Altenheim in Ottobrunn, in der Lagerfürsorge in Traunstein, in der Gemeindekrankenpflege von acht Gemeindestationen in München-Allach, -Laim, -Kreuzkirche, Dachau, Weilheim, Ottobrunn, Grafing und Berchtesgaden sowie im Diakonie-Dorf Herzogsägmühle. Die Aufgaben in Herzogsägmühle umfassten den Dienst an Kriegsverletzten und an körperbehinderten Jugendlichen.
Mit ihrer Aufnahme des Dienstes in der Insula im Bischofswiesener Ortsteil Strub waren die Schwestern auf insgesamt 27 Arbeitsfeldern tätig. Im Zuge der Vorbereitungen zur Errichtung eines festen Standortes in der Insula verstärkte sich der Wunsch der Schwestern nach mehr Selbständigkeit bei der Verwirklichung ihrer Vorhaben. Am 20. Dezember 1949 entschieden sie, sich von der Inneren Mission München als bisherigen Träger ihrer Arbeitsfelder zu trennen. Anschließend wurde dem Mutterhaus vom Bayerischen Staatsministerium für Unterricht und Kultus am 29. April 1950 die Eigenschaft einer Körperschaft des öffentlichen Rechts verliehen. Dazu entstand ein Schwesternrat und am 9. Mai erfolgte die Konstituierung eines Kuratoriums.
In den 1950ern entwickelte sich zunächst auch noch ein fester Standort in Ottobrunn, an dem ein Krankenhaus, ein Altenheim und eine Berufsfachschule mit zweijähriger Ausbildung für die Krankenpflege eingerichtet wurden. Auch die Zentrale des Mutterhauses fand ab 1955 in Ottobrunn eine vorläufige Bleibe, um später bis 1967 ihre Platz im Hohenbrunner Ortsteil Riemerling zu finden.

### Umstrukturierung
Mitte der 1960er setzte eine organisatorische Umstrukturierung des Mutterhauses für kirchliche Diakonie als Ganzes ein, und seit 1967 wird das ehemalige Mutterhaus-Gebäude im Hohenbrunner Ortsteil Riemerling als „Haus im Wald“ (heute: „Haus 2“) vom Seniorenwohn- und Pflegezentrum Lore Malsch genutzt. 1974 wurde das Mutterhaus für kirchliche Diakonie aufgeteilt in das Diakoniewerk Hohenbrunn und den Verein der Ottobrunner Diakonie-Schwesternschaft. Während die Ottobrunner Diakonie-Schwesternschaft sich dem Evangelischen Schwesternring in Bayern sowie dem Zehlendorfer Verband anschloss, übernahm das Diakoniewerk Hohenbrunn die Rechtsnachfolge des Mutterhauses als Körperschaft des öffentlichen Rechts inklusive des Vermögens und der Trägerschaft für die bereits bestehenden Einrichtungen.

### Übernahme durch das Augustinum
Im Zuge einer bereits angekündigten Übernahme des Diakoniewerks Hohenbrunn durch das Augustinum werden seit Anfang Januar 2023 in einem ersten Schritt Gastronomie und Speisenversorgung für die ehemalige Lebenswelt Insula in Bischofswiesen durch die Augustinum Service Gesellschaft betrieben. Mit März 2023 wurde das Diakonische Werk Hohenbrunn zum Augustinum Berchtesgadener Land, einer 100-prozentigen Tochter des Augustinums. 

## Campus Bischofswiesen
Im Bischofswiesener Ortsteil Strub wurde das Gelände der späteren „Lebenswelt Insula“ während der Zeit des Nationalsozialismus bebaut und erst als Reichssportschule für den BDM und in den 1940er Jahren auch von der Wehrmacht genutzt. Nach Kriegsende dienten die Gebäude bis 1946 der Spezialorganisation der UNO United Nations Relief and Rehabilitation Administration (UNRRA) als Repatriierungslager für Displaced Persons (DP). Ab 1947 boten sie unter Trägerschaft der International Refugee Organization (IRO) und in Zusammenarbeit mit dem Lutherischen Weltbund Unterkunft insbesondere für bis dahin nicht repatriierte lettischen Flüchtlinge und einer lettischen Schule. 1949 wechselte die Trägerschaft zur Inneren Mission München über.
Am 6. Mai 1951 wurden nach entsprechenden Umbauten die Gebäude ihrer neuen Nutzung als Evangelisch-Lutherisches Altenheim übergeben und feierlich eingeweiht. Das Internationale Pflegeheim diente vor allem den Kranken und im Rentenalter befindlichen Flüchtlingen. Jene die nicht repatriiert bzw. für die kein Einwanderungsland gefunden werden konnte. Bei diesem Festakt in Anwesenheit zahlreicher hochrangiger in- und ausländischer Ehrengäste wurde auch die von einer Turnhalle zum Gotteshaus umgebauten Insula-Kirche ihrer Bestimmung übergeben.
Nach dem Rückzug der IRO wechselte die Trägerschaft für die Insula zunächst zur Inneren Mission, die dafür 1950 einen Pachtvertrag über 50 Jahre vom Bayerischen Finanzministerium erhielt. Am 2. Juni 1950 wurde dann zwischen dem Freistaat Bayern, der IRO, dem Lutherischen Weltbund, dem Landesverband der Inneren Mission und dem Mutterhaus ein Vertrag zur künftigen Rechtsträgerschaft, Verwaltung und Führung der Einrichtung geschlossen.
 In den Gebäuden der damaligen Lebenswelt Insula war auch die Zentralverwaltung des Diakoniewerks Hohenbrunn untergebracht.
Kern des Campus Bischofswiesen ist, wie schon bei der Lebenswelt Insula des Diakoniewerks Hohenbrunn, ein Seniorenwohn- und Pflegezentrum. Weitere Einrichtungen auf dem Gelände sind eine Berufsfachschule für Altenpflege und Altenpflegehilfe, ein Kindergarten mit Kinderkrippe und -hort sowie ein Adipositas-Rehabilitationszentrum und eine Adipositas-Wohngruppe sowie die Insula-Kirche. Die Arbeit des Adipositas-Rehabilitationszentrums wurde 2009/2010 insbesondere in Bezug auf die interdisziplinäre Behandlung und Betreuung auch in längeren Fernsehmagazin-Berichten von ARD, ZDF, RTL und BR vorgestellt.

## Ehemalige Einrichtungen
Diese Einrichtungen gingen im Zuge der Übernahme durch das Augustinum an andere diakonische Träger. 

### Seniorenwohn- und Pflegezentrum Lore Malsch
Bis 1967 war im Hohenbrunner Ortsteil Riemerling bei München das Verwaltungsgebäude des Mutterhauses für kirchliche Diakonie München angesiedelt. Es wurde dann als Haus im Wald zusammen mit dem Lore Malsch Haus Teil des Seniorenwohn- und Pflegezentrums „Lore Malsch“. In das übliche Konzept einer solchen Einrichtung ist im „Lore Malsch“ inzwischen auch ein Offenes Demenzzentrum integriert. Im November 2014 entstand im bis dahin schon länger ungenutzten, heute als Haus 2 bezeichneten Haus im Wald auf sechs Etagen für Flüchtlinge die Wohngruppe Riemerling, eine Einrichtung der zur Inneren Mission München gehörenden Evangelischen Kinder- und Jugendhilfe Feldkirchen.
Das Seniorenwohn- und Pflegezentrum „Lore Malsch“ in Hohenbrunn war zuletzt noch nomineller Vorstandssitz des Diakoniewerks Hohenbrunn, die Zentralverwaltung war in der Lebenswelt Insula angesiedelt. 
Im Zuge der Übernahme des Diakonischen Werks Hohenbrunn ging das Seniorenzentrum Lore Malsch an die Diakonie München und Oberbayern. 

### Seniorenwohnanlage Taufkirchen
Die Seniorenwohnanlage „Am Hachinger Bach“ ist ein Seniorenwohn- und -pflegeheim in Taufkirchen bei München und bietet auch Kurzzeitpflege an.
Im Zuge der Übernahme des Diakonischen Werks Hohenbrunn ging die Seniorenwohnanlage an den diakonischen Träger ArcheNoris. 

### Pflegezentrum St. Michael
Das Pflegezentrum St. Michael in Ottobrunn bietet seit 1998 werktags Tagespflege für hilfsbedürftige Menschen und seit 2013 auch die ersten beiden Wohngemeinschaften für Demenzkranke im Landkreis München.
Das Pflegezentrum wurde ebenfalls durch ArcheNoris übernommen.